# ويلارد وارنر
ويلارد وارنر (بالإنجليزية: Willard Warner)‏ هو ضابط وسياسي أمريكي، ولد في 4 سبتمبر 1826 في غرانفيل في الولايات المتحدة، وتوفي في 23 نوفمبر 1906 في تشاتانوغا في الولايات المتحدة. حزبياً، نشط في الحزب الجمهوري. وقد انتخب عضو مجلس الشيوخ الأمريكي.